# H-теорема
В термодинамике и кинетической теории, {\displaystyle H}-теорема, полученная Больцманом в 1872 году, описывает неубывание энтропии идеального газа в необратимых процессах, исходя из уравнения Больцмана.
На первый взгляд может показаться, что она описывает необратимое возрастание энтропии исходя из микроскопических обратимых уравнений динамики. В своё время этот результат вызвал бурные споры.

## Формулировка
При временно́й эволюции к равновесному состоянию энтропия внешне замкнутой системы возрастает и остается неизменной при достижении равновесного состояния.

## H-теорема
Величина {\displaystyle H} определяется как интеграл по пространству скоростей:
{\displaystyle H\,{\overset {\mathrm {def} }{=}}\int P(\ln P)\,d^{3}v=\langle \ln P\rangle ,}
где {\displaystyle P(v)} — вероятность.
Используя уравнение Больцмана, можно показать, что {\displaystyle H} не может возрастать.
Для системы из {\displaystyle N} статистически независимых частиц, {\displaystyle H} соотносится с термодинамической энтропией {\displaystyle S} посредством:
{\displaystyle S\,{\overset {\mathrm {def} }{=}}-NkH,}
таким образом, согласно {\displaystyle H}-теореме, {\displaystyle S} не может убывать.
Однако Лошмидт выдвинул возражение, что невозможно вывести необратимый процесс из симметричных во времени уравнений динамики. Решение парадокса Лошмидта заключается в том, что уравнение Больцмана основано на предположении «молекулярного хаоса», то есть для описания системы достаточно одночастичной функции распределения. Это допущение по сути и нарушает симметрию во времени.

### Формулировка
{\displaystyle {\frac {\partial H}{\partial t}}+{\frac {\partial H_{i}}{\partial x_{i}}}\leqslant 0},
где {\displaystyle H=\int f\ln f{\frac {dp}{m}}}, {\displaystyle H_{i}=\int {\frac {p_{i}}{m}}f\ln f{\frac {dp}{m}}},
{\displaystyle f} - любая функция, удовлетворяющая уравнению Больцмана
{\displaystyle {\frac {\partial f}{\partial t}}+{\frac {\partial f}{\partial \mathbf {x} }}\cdot {\frac {\mathbf {p} }{m}}+{\frac {\partial f}{\partial \mathbf {p} }}\cdot \mathbf {F} =Q(f,f).}

### Доказательство
Доказательство следует из неравенства Больцмана
{\displaystyle \int \ln fQ(f,f){\frac {dp}{m}}\leqslant 0}, где
{\displaystyle f} - любая функция, удовлетворяющая уравнению Больцмана,
{\displaystyle Q(f,f)} - интеграл столкновений.
Для доказательства умножаем обе части уравнения Больцмана на {\displaystyle 1+\ln f}
и интегрируем по всем возможным скоростям {\displaystyle {\frac {p}{m}}}.
При этом используется, что {\displaystyle d(f\ln f)=(1+\ln f)df},
неравенство Больцмана {\displaystyle \int \ln fQ(f,f){\frac {dp}{m}}\leqslant 0},
{\displaystyle 1} - инвариант столкновений, обращение {\displaystyle f} в нуль при
стремлении скорости к бесконечности.